# Langenæs Kirke (Sydslesvig)
Langenæs Kirke er en kirkebygning beliggende på den nordfrisiske hallig Langenæs i Sydslesvig i den nordtyske delstat Slesvig-Holsten. Kirken er viet til Johannes Døberen.
Den stråtækte, tårløse kirke er opført 1894 på fundamenterne af et ældre kirkebygning. Af interiøret kan bl.a. nævnes den trefløjede altertavle fra 1670. I middelfeltet ses øverst Jesu Korsfæstelse, nederst Jesu sidste aftensmåltid med sine disciple. På fløjens inderside er de fire evangelister afbildet, på det lukkede alters yderside ses Jesus og Peter. Prædikestolen fra 1699. Loftet er prydet med bibelske malerier fra Adam i Paradis til Kristi Himmelfart. Kirken har hverken tårn eller orgel. Nordvest for bygningen er der et klokkestabel af træ.
I ældre tider, da Langenæs, Buthvel og Nordmarsk endnu var landfast med øen Strand, var der flere kirker i området. De ældste kirker på Langenæs og Nordmarsk foregik i stormfloden 1362. Beboerne på Langenæs søgte derefter til Øland, indtil der i 1658 blev på det nu forsvundne varft nordøst for det nuværende Kirkevarft oprettet et nyt prædikested, hvor teologistuderende prædikede. 1666 blev skolehuset, som sandsynligvis lå på det nuværende Kirkevarft, omdannet til kirke. 1725 blev der bygget en ny kirke. Beboerne på Nordmarsk søgte derimod kirken på Før, indtil de i 1599 fik igen et lille kapel.
Den nuværende menighed på Langenæs-Nordmarsk har i dag ca. 100 medlemmer. Siden 1969 er kirkens præst ansvarlig for både menighederne på Øland og Grøde (med 22 og 17 medlemmer).
- Prædikestolen
- Lydhimlen
- Loftmalerier
- Altertavlen
- Klokkestabel